# Winterbourne Steepleton
Winterbourne Steepleton – wieś w Anglii, w hrabstwie Dorset. Leży 8 km na zachód od miasta Dorchester i 191 km na południowy zachód od Londynu.